# Streptocaulus corneliusi
Streptocaulus corneliusi is een hydroïdpoliep uit de familie Aglaopheniidae. De poliep komt uit het geslacht Streptocaulus. Streptocaulus corneliusi werd in 1992 voor het eerst wetenschappelijk beschreven door Ramil & Vervoort. 